# Parc Nacional d'Aigüestortes i Estany de Sant Maurici
El Parc Nacional d'Aigüestortes i Estany de Sant Maurici és un parc nacional de l'Alt Pirineu, l'únic que hi ha a Catalunya. Administrativament està dividit entre les comarques de l'Alta Ribagorça, el Pallars Sobirà, la Vall d'Aran i el Pallars Jussà.
Fou declarat parc nacional el 21 d'octubre de 1955, el segon parc nacional dels Pirineus després del d'Ordesa i Mont Perdut. Amb una superfície total de 41.852 ha, és el tercer espai protegit més gran de Catalunya i el cinquè parc nacional més gran d'Espanya.
Destaca el seu relleu abrupte, amb valls en forma d'U, circs glacials, estanys, congostos i tarteres, que són l'herència de l'acció erosiva de les glaceres del Quaternari, majoritàriament sobre granit, però també pissarres, esquists i roques calcàries. La major part del parc es troba damunt dels 1.000 msnm, amb alguns pics que superen els 3.000 msnm, entre els quals el més alt és el Comaloforno (3.033 m).
La vegetació forma un mosaic divers típicament pirinenc, compost per fagedes, boscos mixtos caducifolis, bedollars, pinedes, matollars i torberes. Els grans desnivells que presenta fan que hi hagi diferents ecosistemes: prats de pastura, conreus i boscos caducifolis a les cotes més baixes, boscos de fulla perenne a les cotes mitjanes, i prats alpins i rocalls d'alta muntanya a les cotes més altes. El parc conté també una elevada riquesa de fongs i de molses, amb espècies artic-alpines úniques a la península Ibèrica i algunes relíquies terciàries. En total sumen 1.940 espècies de flora, 54 de les quals estan protegides.
La fauna és la pròpia de l'alta muntanya pirinenca, tot i que a les zones més baixes penetra la fauna mediterrània. La componen un total de 340 espècies de vertebrats, de les quals 173 es troben protegides, algunes d'elles amenaçades. D'entre les espècies amenaçades o rares destaquen el trencalòs, l'àliga daurada, el gall fer, la perdiu blanca, el mussol pirinenc, la perdiu xerra, el pela-roques, el milà reial, l'ermini, l'almesquera, el tritó pirinenc i la sargantana pirinenca. D'entre els animals més habituals destaca l'isard pirinenc.
Cada any el parc és visitat per una mitjana de 400.000 persones, i l'any 2015 aquesta xifra va ser de 525.067 persones, amb un increment del 8% respecte de l'any anterior. Pel que fa a la procedència, un 80% correspon a turisme nacional mentre que el 20% restant es representat majoritàriament per visitants d'Israel, França, Països Baixos i Alemanya entre d'altres.

## Situació i àmbit del parc

Espais d'interès natural de l'Alt Pirineu i Aran
Aigüestortes i Estany de Sant Maurici
Alt Pirineu (al nord)
Cadí-Moixeró (a l'est)

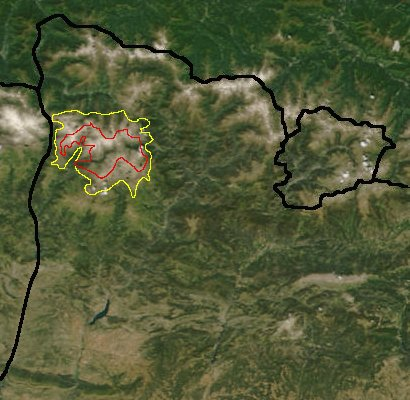
Límits del parc:
-En vermell la zona interna
-En groc la zona perifèrica.
Compareu els 408 km² del parc amb el 453 km² d'Andorra

El Parc té 41.852 ha. de superfície, dividides en dues zones de protecció diferenciades, la zona interna i la zona perifèrica. La zona interna és la que té la categoria de parc nacional pròpiament dit, i té 14.119 ha. Les 26.733 ha. de la zona perifèrica envolten la zona interna i estan destinades a crear un nivell de protecció gradual entre la part interna, més estrictament protegida, i l'exterior.
La zona interna és íntegrament als municipis de Vall de Boí i Espot. En el vessant de Boí, hi hem de distingir la vall del Riu de Sant Nicolau i la capçalera de la vall de la Noguera de Tor. Entre els estanys Llong i Llebreta, el riu de Sant Nicolau forma els característics meandres que donen el nom d'Aigüestortes, aquests meandres, que no són exclusius d'aquest lloc, es formen en llocs plans, on antigament havia existit un estany, i que s'han anat omplint a poc a poc de sediments.
En el vessant d'Espot es troba el riu Escrita i l'estany de Sant Maurici. En aquest estany, com molts altres dels Pirineus, es va construir una presa per poder-ne treure més rendiment hidroelèctric. El llac es troba sota els imponents Encantats. Aquest conjunt format per l'estany de Sant Maurici i els Encantats és l'altra de les estampes característiques de la bellesa del Parc, i és el motiu que apareix al logotip del Parc.
La zona perifèrica inclou els municipis de Vielha e Mijaran i Naut Aran a la Vall d'Aran; de Vilaller i la Vall de Boí a l'Alta Ribagorça; la Torre de Cabdella al Pallars Jussà; i Espot, Alt Àneu, Esterri d'Àneu, la Guingueta d'Àneu i Sort al Pallars Sobirà.
En aquesta zona perifèrica es troben indrets de gran bellesa i valor naturalístic, com el bosc de la Mata de València, les valls de Gerber i Cabanes, el circ de Colomèrs, el circ de Saboredo, la ribera de Valarties, la vall de Besiberri, els estanys de Cabdella, el pic de Montardo i molts d'altres.

## Història
El poblament humà de l'Alt Pirineu es va anar produint a mesura que reculava l'última glaciació. Dintre dels límits del Parc no s'hi va establir mai cap poblament estable. Però recents estudis arqueològics han trobat restes d'assentaments humans temporals ocupats fa més de 8.500 anys, en el Neolític.
Durant el segle xix, coincidint amb el període de major desenvolupament demogràfic de les valls que envolten el Parc, la pressió humana sobre el Parc va ser màxima, amb una intensa explotació forestal, ramadera, agrícola i piscícola. Durant la primera meitat del xx va iniciar-se l'explotació hidroelèctrica dels Pirineus. Aquest fet va suposar una gran alteració del paisatge que s'havia mantingut força inalterable fins llavors.
Ja el 1932, el Pla Macià (Pla de distribució en zones del territori català; dels germans Nicolau Maria i Santiago Rubió i Tudurí), va regular la creació d'un parc nacional de l'Alt Pirineu. Però va ser en un decret del Ministeri d'Agricultura sota la dictadura que fou declarat parc nacional el 21 d'octubre de 1955 segons la llei de Parcs Naturals de 1916, amb una extensió inicial de 9.851 ha. En aquell moment fou el cinquè parc nacional d'Espanya i el segon dels Pirineus després del Parc Nacional d'Ordesa i Mont Perdut. El 6 d'abril de 1957 s'aprova el primer reglament d'Aigüestortes. Aquest reglament prohibeix la caça i regula la pesca i els aprofitaments forestals que seguien estant permesos a l'interior del parc.
Amb l'aprovació de l'Estatut de Catalunya, la Generalitat obté competències en la gestió i legislació dels parcs naturals. L'any 1980, amb els traspassos de l'Estat a la Generalitat de Catalunya en matèria d'agricultura, comença una època de cogestió entre les dues administracions. En aquesta època comencen a fer-se algunes inversions: s'arreglen els accessos, s'incrementa la guarderia, es contracta personal de manteniment i d'informació durant els mesos d'estiu.
El 30 de març de 1988 la Generalitat de Catalunya promulga la Llei de reclassificació del Parc Nacional, d'acord amb la Llei Catalana d'espais naturals de 1985, i no de la llei estatal de 1975. Un aspecte important d'aquesta llei és la creació de la zona perifèrica de protecció amb la finalitat de garantir una completa protecció dels recursos naturals i evitar els possibles impactes ecològics i paisatgístics procedents de l'exterior.
A partir d'aquest moment, s'endureix la normativa i es prohibeixen la pesca, l'acampada, les explotacions forestals i de qualsevol altre recurs natural, excepte les pastures i les hidroelèctriques que tenen concessions en vigor. A la zona perifèrica només es permeten els usos i aprofitaments tradicionals compatibles amb les finalitats de protecció i conservació del medi. Aquesta llei comporta el final de la cohabitació entre l'administració central i l'autonòmica. L'Estat deixa de reconèixer Aigüestortes com a parc nacional.
Amb la Llei 22/90, del 28 de desembre, es modifiquen parcialment els límits de la zona perifèrica, la composició del Patronat de gestió del Parc i les activitats d'explotació permeses. El 5 de juliol de 1996, es produeix una nova ampliació del Parc, que abasta les actuals 14.119 ha de superfície. El de 5 de novembre de 1997, a instàncies d'un recurs de la Generalitat de Catalunya, es fa una modificació de la llei 4/1989 dels Espais Naturals de l'estat espanyol que possibilita la gestió dels parcs nacionals per part de les Comunitats Autònomes i la tornada d'Aigüestortes a la xarxa de parcs nacionals de l'Estat.

## Geografia

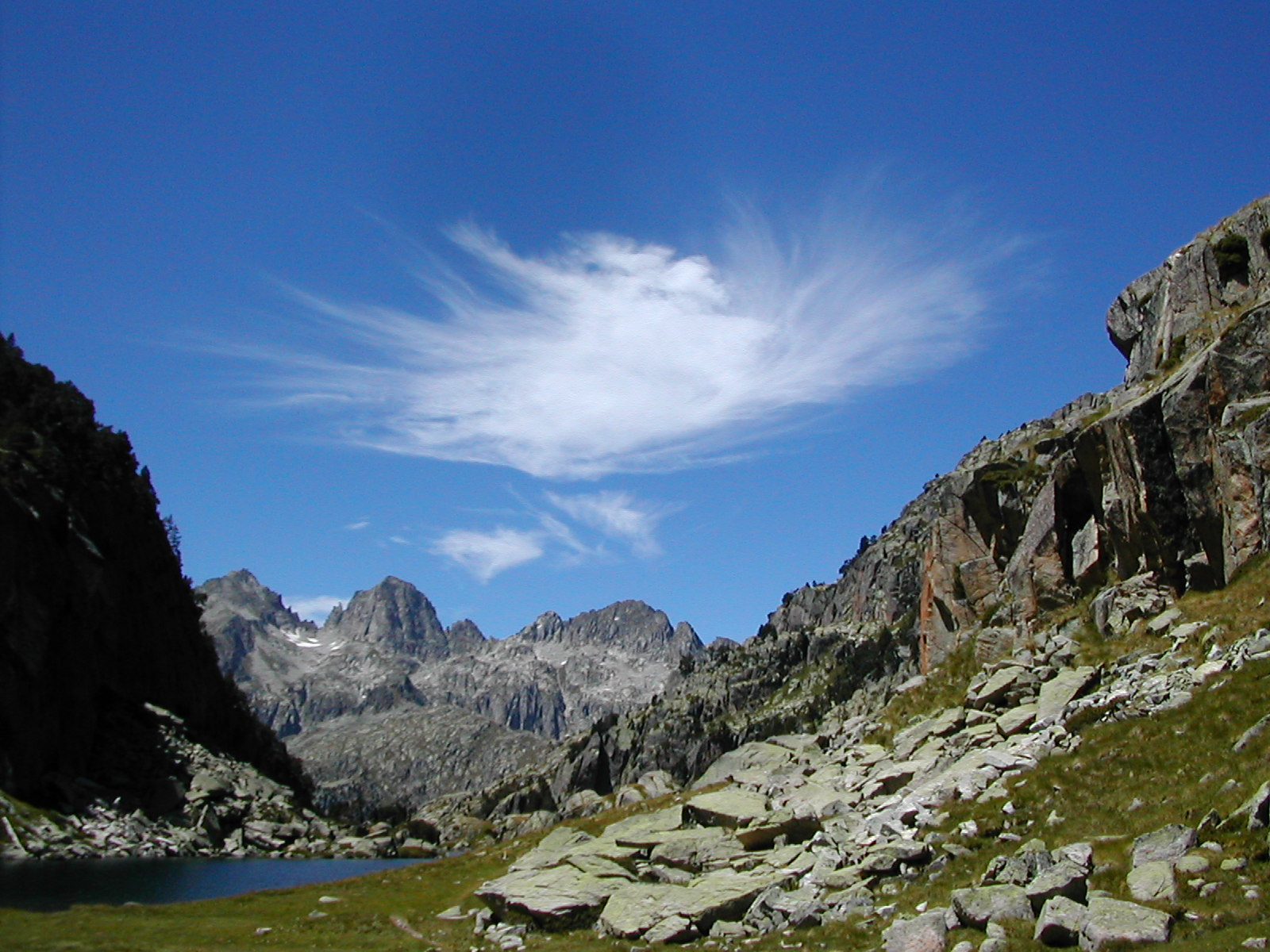
La Vall de Colieto forma part del Parc Nacional

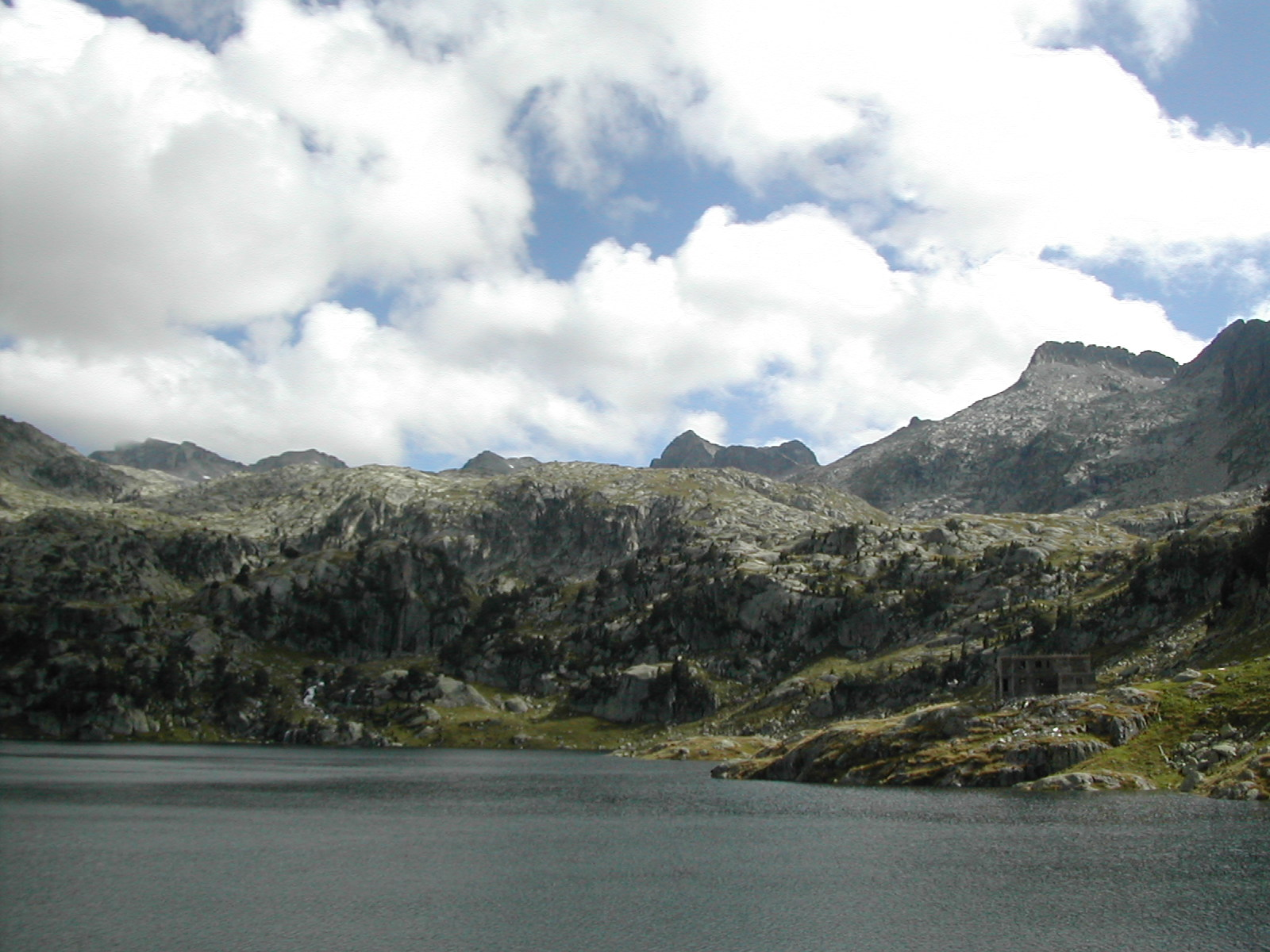
Llac major de Colomers a 2.130 m d'alçada

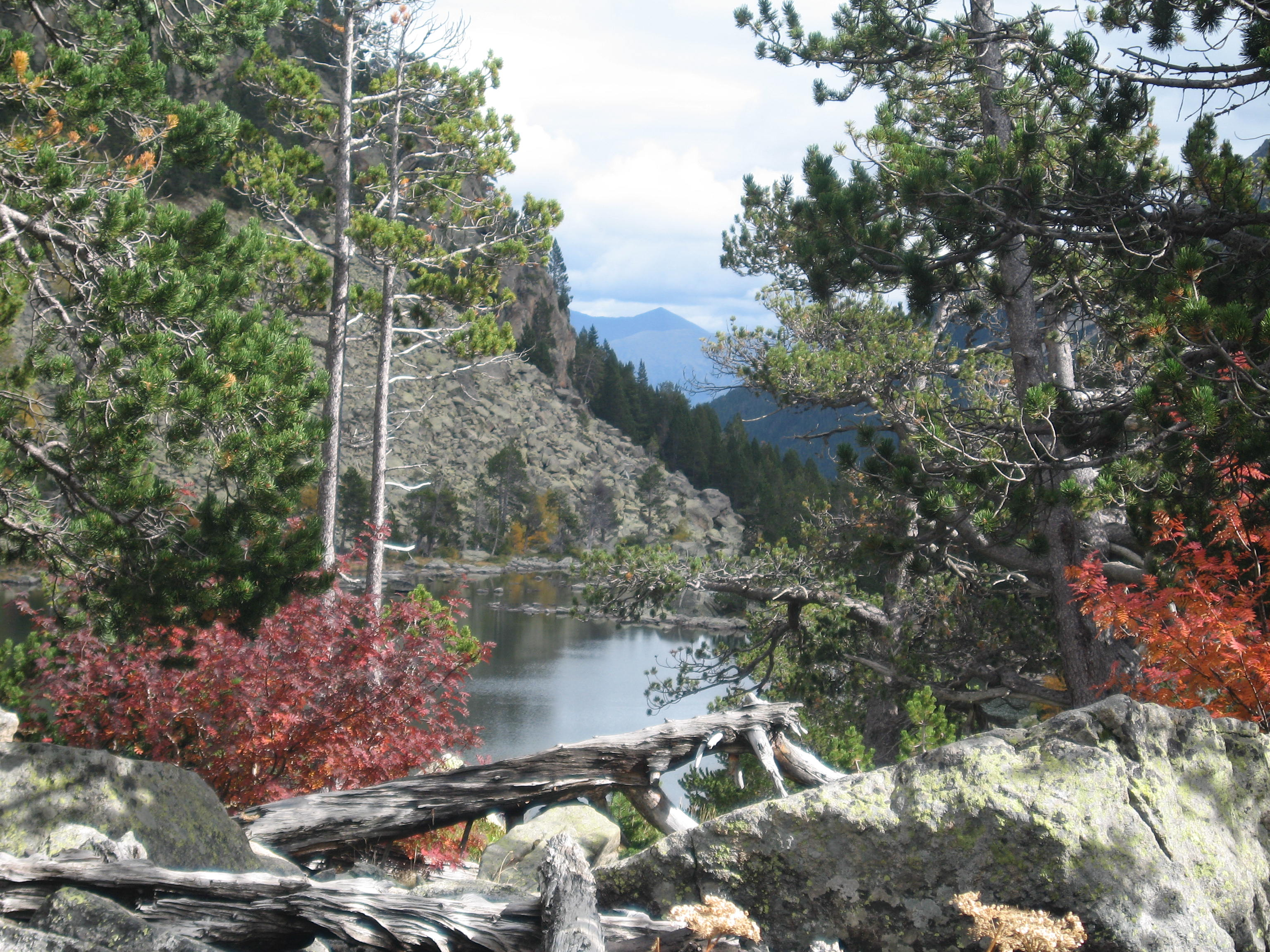
Estany

### Rius
De la conca de la Noguera de Tor:
- riu de Sant Nicolau
- riu de Sant Martí

De la conca de la Garona:
- riu de Valarties
- Aiguamoix
- Riu de Saboredo

De la conca de la Noguera Pallaresa:
- barranc de Gerber
- riu de Cabanes
- riu Escrita
- Pamano
- Flamisell

### Estanys
A dintre del Parc Nacional es poden comptar fins a vuitanta estanys. Els principals són:
Llebreta, Sarradé, Contraix, Llong, Mussoles, Ribera, Major de Morrano, Dellui, Bergús, Redó, Nere, Gavatxos, Ratera, Barbs, Munyidera, Gran d'Amitges, Sant Maurici, Subenuix, Negre de Peguera, Tort de Peguera, Trescuro, Negre de Cavallers, Monges, Mangades, Travessani, Tumeneia…
A la zona perifèrica:
Cap al nord hi ha Rius, Tort de Rius, de Mar, Restanca, Major de Colomers, Obago, Major de Saboredo, Saboredo de Dalt, Gerber, Negre de Cabanes, Besiberri, etc.
Cap al sud hi ha Pessó, Castieso, Morto, Eixerola, Cubieso, Nariolo, Tort, Saburó, Vidals, Colomina, Estany Frescau, Reguera, Fosser, Ribanegra, Salat, Morera, Gento i Mainera, entre d'altres.

### Cims
| Cims del parc                      | Altura (m) |
| ---------------------------------- | ---------- |
| Comaloforno                        | 3.029,2    |
| Besiberri Sud                      | 3.023,4    |
| Punta Alta de Comalesbienes        | 3.014,0    |
| Besiberri Nord                     | 3.008,3    |
| Punta de Passet                    | 2.997,6    |
| Besiberri del Mig                  | 2.995,2    |
| Pic de la Pala Alta de Sarradé     | 2.983,4    |
| Pic d'Abellers                     | 2.983,4    |
| Pic de Peguera                     | 2.982,7    |
| Punta de Lequeutre                 | 2.966,2    |
| Pic de Contraix                    | 2.958,0    |
| Punta Senyalada                    | 2.952,6    |
| Pic de Subenuix                    | 2.950,2    |
| Pic de Sarradé                     | 2.942,2    |
| Gran Tuc de Colomèrs               | 2.933,4    |
| Pic de la Mainera                  | 2.909,3    |
| Tuc de Saburó                      | 2.905,7    |
| Pics de Bassiero                   | 2.903,5    |
| Pic Morto                          | 2.902,0    |
| Creu de Colomèrs                   | 2.894,9    |
| Montsaliente                       | 2.890,4    |
| Punta d'Harlé                      | 2.885,0    |
| Pic de Fonguero                    | 2.884,5    |
| Pic Inferior de Subenuix           | 2.881,6    |
| Pic de Sobremonestero              | 2.879,6    |
| Tuc Blanc                          | 2.879,1    |
| Pic de Monestero                   | 2.877,4    |
| Pic des Mussoles                   | 2.876,5    |
| Bony d'Aigüissi                    | 2.876,1    |
| Pic de la Pala Gespadera           | 2.875,3    |
| Pic de Baserca                     | 2.872,7    |
| Pui de Linya                       | 2.869,6    |
| el Pa de Sucre                     | 2.862,6    |
| Tuc de Ratera                      | 2.861,3    |
| Pic de Nariolo                     | 2.856,7    |
| Pic d'Amitges                      | 2.848,5    |
| Tuc Inferior de Saburó             | 2.847,9    |
| Tuc de Bergús                      | 2.843,8    |
| Montardo                           | 2.833,2    |
| Mussol de Tumeneia                 | 2.832,3    |
| Pui Pla                            | 2.831,2    |
| Pics de Comalespada                | 2.830,2    |
| Pic de Saboredo                    | 2.829,5    |
| Pic del Cap d'Estany Roi           | 2.827,3    |
| Pic de Morrano                     | 2.813,5    |
| Pic de Coma les Torres             | 2.811,9    |
| Pic de Dellui                      | 2.802,2    |
| Cap de Reguera                     | 2.800,5    |
| Tossal des Mussoles                | 2.800,0    |
| Tuc de Carants                     | 2.791,4    |
| Cap de la Pala Alta d'Estany Llong | 2.790,3    |
| Tuc dera Humenèja                  | 2.783,1    |
| Tuc deth Pòrt                      | 2.783,0    |
| Muntanyó                           | 2.781,2    |
| Pic de Comaltes                    | 2.781,0    |
| Tuc de Lluçà                       | 2.777,7    |
| Tossal de la Montanyeta            | 2.771,4    |
| Agulles de Monestero               | 2.766,1    |
| Bony Blanc                         | 2.755,7    |
| Pic de Travessani                  | 2.754,7    |
| Pic de la Tallada Llarga           | 2.752,8    |
| Pic Roi (la Vall de Boí)           | 2.750,4    |
| Gran Encantat                      | 2.748,7    |
| Agulles de Bassiero                | 2.747,6    |
| Cap de les Pales del Planell Gran  | 2.745,4    |
| Petit Encantat                     | 2.734,3    |
| Pic del Portarró                   | 2.734,3    |
| Bony Negre                         | 2.724,1    |
| Tuc des Costes                     | 2.723,3    |
| Pic de Sudorn                      | 2.711,0    |
| Cap de Crabes                      | 2.709,8    |
| Tuc des Monges                     | 2.698,6    |
| Pic dels Feixans del Prat          | 2.696,5    |
| Cap de Pleta Mala                  | 2.692,9    |
| Cap des Cometes                    | 2.681,4    |
| Tuc de Ribereta                    | 2.675,7    |
| Agulla del Portarró                | 2.675,1    |
| Tuc de la Montanyeta               | 2.674,8    |
| Tuc deth Cap deth Pòrt de Caldes   | 2.671,4    |
| Agulles d'Amitges                  | 2.661,5    |
| lo Pinetó                          | 2.646,9    |
| Bony del Graller                   | 2.645,8    |
| Tossal Esbonllat                   | 2.637,5    |
| Tossal Esbonllat*                  | 2.601,4    |
| Agulles de Travessani              | 2.599,1    |
| Pic Roi (o Pic de Fenerui)         | 2.584,9    |
| Pic del Ferro                      | 2.578,6    |
| Pic d'Estany Gémena                | 2.553,1    |
| Agulles de Dellui                  | 2.544,0    |
| Tuc de Llebreta                    | 2.523,2    |
| Cap de Copiello                    | 2.508,3    |
| Roca de l'Estany                   | 2.508,1    |
| Tuc de Roques Negres               | 2.488,5    |
| Bony dels Estanyets de Colieto     | 2.418,7    |
| Bony de l'Orri                     | 2.363,2    |
| Bony Cremat                        | 2.281,0    |
| Roca de la Cremada                 | 1.885,9    |
| Tossal de Sant Esperit             | 1.832,7    |

- Dos cims s'anomenen Tossal Esbonllat. El més alt es troba al Sud/Sud-est del Gran Tuc de Colomèrs, el més baix en canvi es troba a l'est del Besiberri Nord.

## Patrimoni biològic

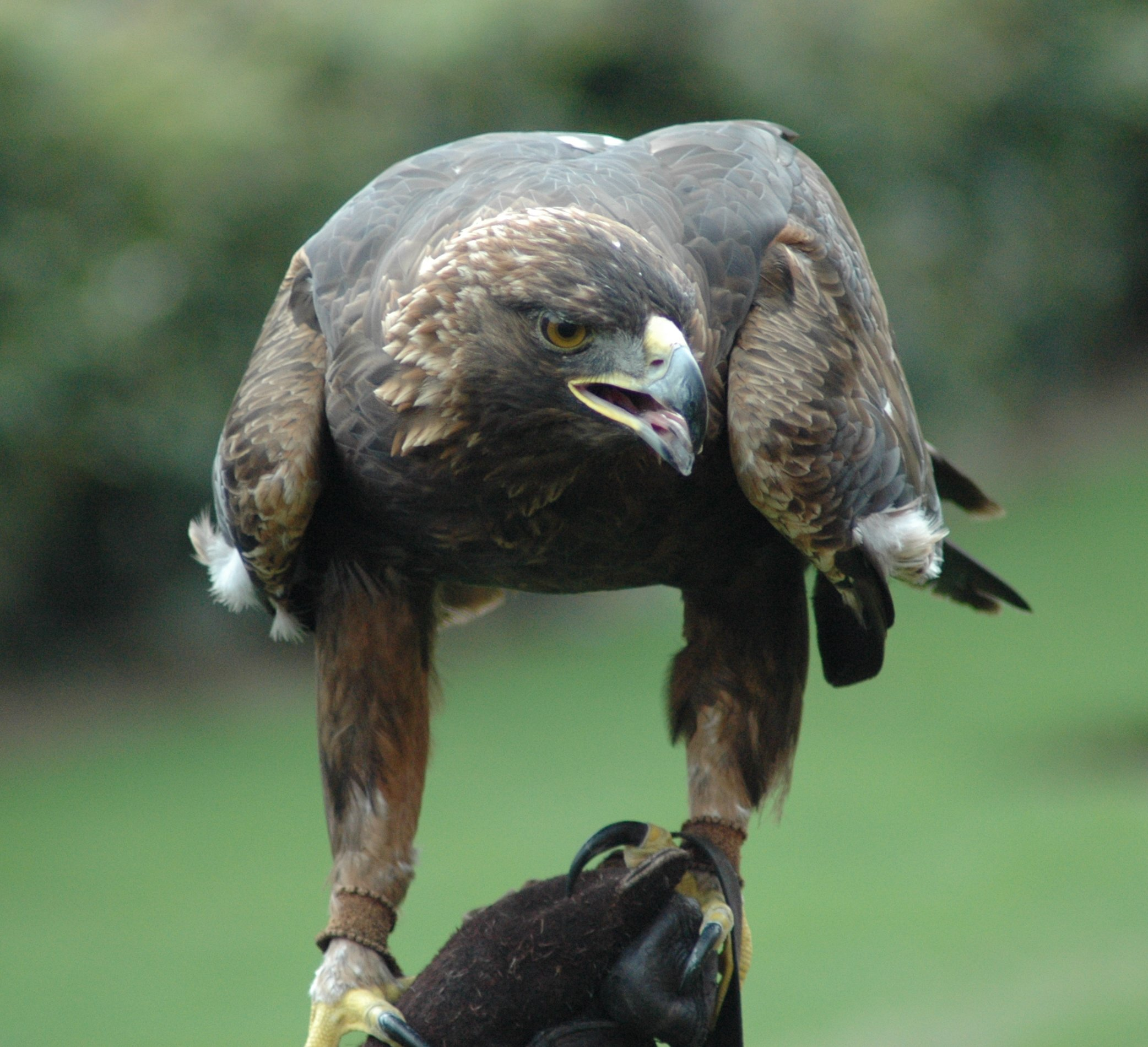
Àliga daurada

El patrimoni biològic del Parc és molt important. L'acusat desnivell i la diferent orientació de les valls dels Pirineus fa que la climatologia canviï sensiblement d'un indret a un altre i que els ecosistemes que es poden trobar dins del parc siguin molt variats.
Dins del marc climatològic global, en una escala més reduïda podem trobar alguna petita variació o microclima que provoca l'aparició de comunitats diferents, més especialitzades, ja sigui en tarteres assolellades o obagues, marges de rius ràpids o llacs d'aigües tranquil·les. Aquest factor també fa augmentar la biodiversitat del Parc.

### La vegetació
A les valls baixes, fins a uns 1.500 m, trobaríem majoritàriament boscos caducifolis amb roure martinenc (Quercus humilis), freixe (Fraxinus excelsior), faig (Fagus sylvatica) o avellaner (Corylus avellana). Aquests llocs, però, són els que han estat més alterats secularment per la mà de l'home i moltes vegades estan ocupats per prats de dall o de pastura, matollars dominats pel boix (Buxus sempervirens) o boscos secundaris de pi roig (Pinus sylvestris).
Amb l'alçada, des dels 1.500 m fins més amunt dels 2.000 m, entrem al domini de les pinedes de pi negre (Pinus uncinata). A l'estrat arbustiu de les parts més obagues viuen el neret (Rhododendrum ferrugineum) i el nabiu (Vaccinium myrtillus). La bruguerola (Calluna vulgaris) i el ginebró (Juniperus communis) prefereixen indrets més assolellats. Als vessants obacs o humits, per sota dels 2.000 m creixen importants boscos d'avet (Abies alba). La Mata de València és l'avetosa més important dels Pirineus.
Als prats alpins, per sobre dels 2.300 m on ja no poden créixer els boscos, es pot trobar nombroses espècies de la flora alpina, per exemple la genciana (Gentiana alpina).
Una part de les espècies del parc (aproximadament un 8%) són endemismes pirenaics en sentit ampli. Al voltant del 7% tenen distribució estrictament bòreo-alpina o àrtico-alpina, i van arribar als Pirineus durant les darreres glaciacions. El grup més important d'espècies de la flora pertany al tipus eurosiberià, és a dir, les plantes pròpies de l'Europa central humida.

### La fauna
La fauna del Parc, encara que és molt interessant, es comporta discretament i no és gens fàcil d'observar. Cal molta paciència i una mica de sort per poder observar a les espècies més emblemàtiques que hi viuen. De les aproximadament 200 espècies de vertebrats que tenen el seu hàbitat en el parc, n'hi ha gairebé dues terceres parts que són aus. Algunes de les més importants són el gall fer (Tetrao urogallus), la perdiu blanca (Lagopus muta) l'àliga daurada (Aquila chrysaetos), el voltor (Gyps fulvus) i el trencalòs (Gypaetus barbatus). Però també s'hi poden veure mallerengues, el picot negre (Dryocopus martius), la gralla de bec vermell (Pyrrhocorax pyrrhocorax), el pela-roques (Tichodroma muraria), la merla d'aigua (Cinclus cinclus) entre moltes d'altres.
Els mamífers més representatius són l'isard (Rupicapra pyrenaica), l'ermini (Mustela erminea), la marmota alpina (Marmota marmota) (encara que no n'és autòctona) o la daina i el cabirol que també van ser introduïts durant la segona meitat del segle xx.
Entre els amfibis, el tritó pirinenc (Euproctus asper) és significatiu per la seva raresa, en canvi la granota roja (Rana temporari) és molt abundant. Cal anar amb compte de no molestar a l'escurçó (Vipera aspis), un rèptil de mossegada verinosa però que no ataca mai si no se'l provoca.
En les aigües del parc la truita comú (Salmo trutta fario) ha de compartir l'espai amb altres espècies piscícoles al·lòctones (procedents d'un indret diferent d'on es troben) que van ser alliberades anys enrere pels pescadors.

## Geologia i climatologia
L'interior del parc ofereix una magnífica representació de la geologia dels Pirineus. Les roques predominants, granits i pissarres, són molt antigues i es van formar durant l'Era Primària. Aquests materials tan antics van aixecar-se del fons del mar durant l'orogènia alpina, a l'Era Terciària, donant lloc als Pirineus actuals.
Però sense cap mena de dubte qui imprimeix el caràcter geològic del Pirineu central són les successives glaciacions del Quaternari que van cobrir aquestes muntanyes d'extenses glaceres que davallaven desenes de quilòmetres avall. Els estanys, les cascades, els pics esmolats i les crestes vertiginoses, així com la forma en U de les valls són el record de l'acció erosiva d'aquestes antigues glaceres, de les quals avui en dia només en resten uns petits i relictuals exemples en el Pirineu aragonès.
En l'actualitat l'aigua és la principal protagonista, tant pels característics meandres d'alta muntanya, com per la gran concentració de llacs, riuets i cascades. Aquest parc conté la zona lacustre més important dels Pirineus.
La temperatura mitjana hi oscil·la entre zero i cinc graus. L'hivern d'alta muntanya és molt fred, a les parts altes durant més de quatre mesos les temperatures no pugen de 0 graus.
Les precipitacions anuals estan entre 900 mm i 1.300 mm, repartides en uns 150 dies de precipitacions. D'aquests 150 dies com a mínim 100 la precipitació és en forma de neu.

## Explotació
Les terres són de propietat estatal (un 44% que inclou sobretot el sector occidental de l'Alta Ribagorça), comunal (la majoria dels terrenys del municipi d'Espot) i particular (algunes petites finques existents a l'interior que suposen un 6% de la superfície total). Tot i això, l'explotació dels recursos naturals està prohibida en general a l'interior del Parc Nacional estricte. Es manté l'activitat tradicional de la ramaderia i les explotacions hidroelèctriques que encara tenen concessions vigents. A la zona perifèrica de protecció es permeten els usos i aprofitaments tradicionals compatibles amb les finalitats de protecció i conservació del medi.
L'ús públic és un dels objectius primordials dels parcs nacionals i, de manera regulada, s'ha de permetre l'accés públic al seu interior. Aigüestortes és un parc obert, on l'accés dels visitants es troba relativament poc limitat, si ho comparem amb altres espais naturals protegits.

### Gestió
El parc es regula d'acord amb un Pla Rector d'Ús i Gestió, aprovat pel Parlament de Catalunya i que té una vigència de cinc anys. L'òrgan rector és el Patronat del parc i la Comissió Permanent (amb seu als centres de Boí i Espot). L'òrgan gestor és el Departament de Medi Ambient i Habitatge, Direcció General del Medi Natural, Servei de Parcs.

#### Centres d'informació
Hi ha multitud d'activitats que es poden fer al Parc Nacional, però s'ha de tenir present que és un espai muntanyós i escarpat on el temps pot canviar ràpidament i convé estar ben informat. Hi ha una extensa xarxa de llocs on es pot obtenir informació:
A Boí es troba una de les dues Cases del Parc Nacional, actua com a centre de documentació i manté un servei de biblioteca a disposició del públic, s'hi pot trobar obres especialitzades o de divulgació sobre aquest territori. També es pot visitar una exposició sobre el poblament dels Pirineus i les adaptacions a l'alta muntanya. A la Casa del Parc Nacional d'Espot també s'hi pot trobar informació, i es pot visitar una exposició permanent per conèixer els tres protagonistes principals del parc: la roca, l'aigua i la vida.
A Llessui hi ha l'Ecomuseu dels Pastors de la Vall d'Àssua, amb una exposició permanent sobre l'ofici i la vida dels pastors d'ovelles. Senet té un centre d'informació on es pot veure la història de la relació de l'home amb la fauna: una història de competència, explotació i convivència. A la Torre de Capdella existeix un projecte que prepara (2020) un nou centre de visitants per a la part sud del parc.
Durant els mesos d'estiu, mentre funciona el Telefèric de l'Estany Gento, també està obert un petit centre d'informació a l'estació superior del telefèric, més amunt de la Torre de Cabdella, on s'expliquen algunes coses sobre l'aigua i el Parc Nacional.

### Turisme
Aigüestortes és un dels principals destins turístics del Pirineu, especialment a l'estiu. El nombre de visitants continua augmentant. L'any 2019 va ser un record. L'any 2020 s'anunciava bé, però la crisi de la pandèmia mitiga l'entusiasme i es preveu una davallada d'uns 50%.
Les activitats turístiques estan regulades. L'accés a peu hi és lliure però hi està prohibida l'acampada, la recol·lecció de qualsevol tipus de planta, flors o bolets, la caça i la pesca. Està prohibit l'accés amb vehicles privats a l'interior del Parc. Als pobles d'Espot i Boí existeix un servei públic de transport (taxis 4x4) que permet accedir fins als indrets més emblemàtics: El Planell d'Aigüestortes i l'estany de Sant Maurici.
A l'estiu, a la Vall d'Aran també hi ha un servei de taxis que acosten les persones que ho desitgen fins a la sortida dels camins dels refugis de Colomers o Restanca. A la Vall Fosca, l'entrada sud del parc, un telefèric connecta l'embassament de Sallente amb l'estany Gento, punt de sortida de nombroses caminades.

#### Senderisme

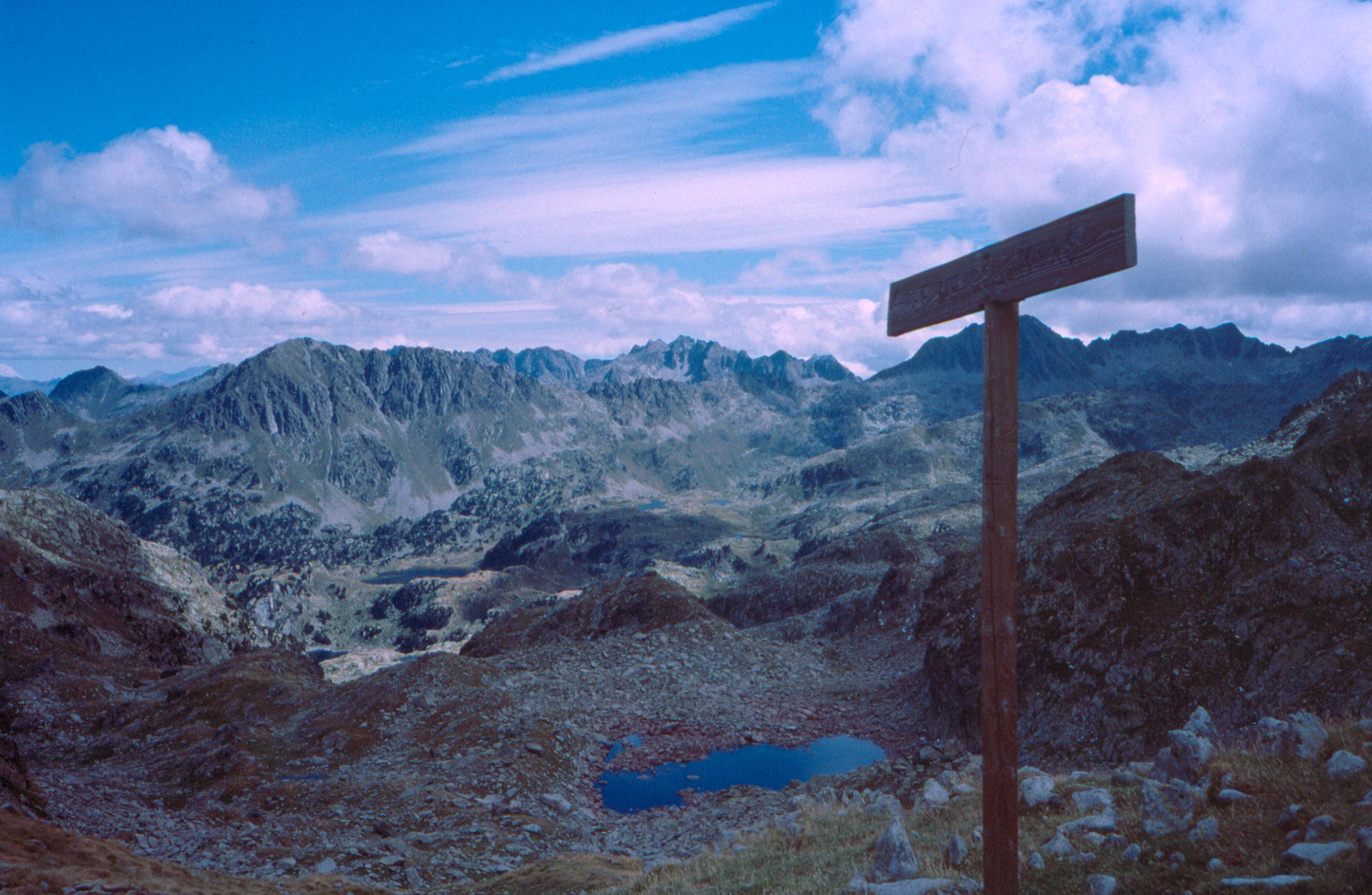
GR-11 al parc nacional (port de Caldes)

Durant l'estiu el parc s'omple de senderistes que recorren tots els camins. Hi ha moltes possibilitats però cal tenir en compte que molts dels petits senders que de vegades es poden veure als mapes són difícils de trobar o exigeixen una bona forma física. Cal ser prudent a l'hora de planificar la visita i informar-se prèviament de la dificultat de l'opció escollida.
El sender de Gran Recorregut transpirinenc, GR-11, creua el parc de banda a banda.
Als centres d'informació del Parc s'ofereixen uns fulletons d'itineraris destinats especialment als senderistes on es poden trobar excursions fàcils i molt recomanables. Algunes d'elles són:
- A la part de Boí, des de l'Estany de Llebreta fins a l'estany Llong tot seguint el riu Sant Nicolau. En aquest recorregut una passarel·la, adaptada per a persones amb discapacitat física que han de moure's en cadira de rodes, permet contemplar els magnífics prats i meandres del planell d'Aigüestortes.
- A la part de l'estany de Sant Maurici, des de Sant Maurici, passant per la cascada cap a l'estany Ratera i fins al mirador sobre el llac. Des d'aquí es pot contemplar l'estany de Sant Maurici des de la millor perspectiva. Des de l'estany de Ratera, una segona opció permet arribar fins a les Agulles d'Amitges on comença l'ambient de l'alta muntanya.
- Des de l'aparcament del Clot Gran, al costat pallarès del Port de la Bonaigua, a l'estany de Gerber.
- Des dels Banhs de Tredòs, a la Vall d'Aran, arribar al refugi de Colomers i recórrer el circuit dels estanys del Circ de Colomèrs.
- Des de l'Estany Gento es pot visitar l'estany Tort i arribar al refugi de la Colomina o a l'estany de Saburó.

Amb una mica més de dificultat:
- Travessa Espot-Boí pel Portarró d'Espot, amb panoràmiques inoblidables.
- Travessa Arties-Espot pujant cap al Refugi de la Restanca passant després per Colomers, Amitges i baixar cap a l'estany de Sant Maurici.

Pels més agosarats:
- La cursa Carros de foc. És un repte que permet completar un recorregut circular per alguns dels refugis guardats d'aquesta àrea. Encara que en la versió competitiva pot completar-se en menys de 24 hores, es recomana destinar-hi un mínim de quatre dies.

- Actualment s'està acabant de senyalitzar una nova proposta: "Camins Vius" que és un camí que dona la volta al Parc passant per les poblacions de fora i que ha significat la recuperació d'una bona colla dels antics camins que recorrien aquestes valls quan encara no hi eren les carreteres.

Altres activitats de muntanya com l'alpinisme, l'escalada, les raquetes de neu o l'esquí de travessa també es poden fer i ofereixen moltes possibilitats per als esportistes. Els refugis de muntanya, on necessàriament cal dirigir-se per poder pernoctar, són espais que faciliten objectius més ambiciosos.

#### Bicicleta tot terreny
Es permet pujar en bicicleta per les carreteres pavimentades que arriben al Planell d'Aigüestortes o a l'estany de Sant Maurici, dins de la zona central del Parc nacional. A la Zona Perifèrica hi ha algunes pistes on es pot circular amb BTT, encara que la majoria de trajectes presenten certes dificultats (fort pendent i trams tècnicament difícils)
- Pedals de Foc: Ruta per a BTT que encercla el parc i es pot completar en 4 o 5 dies.

#### Refugis

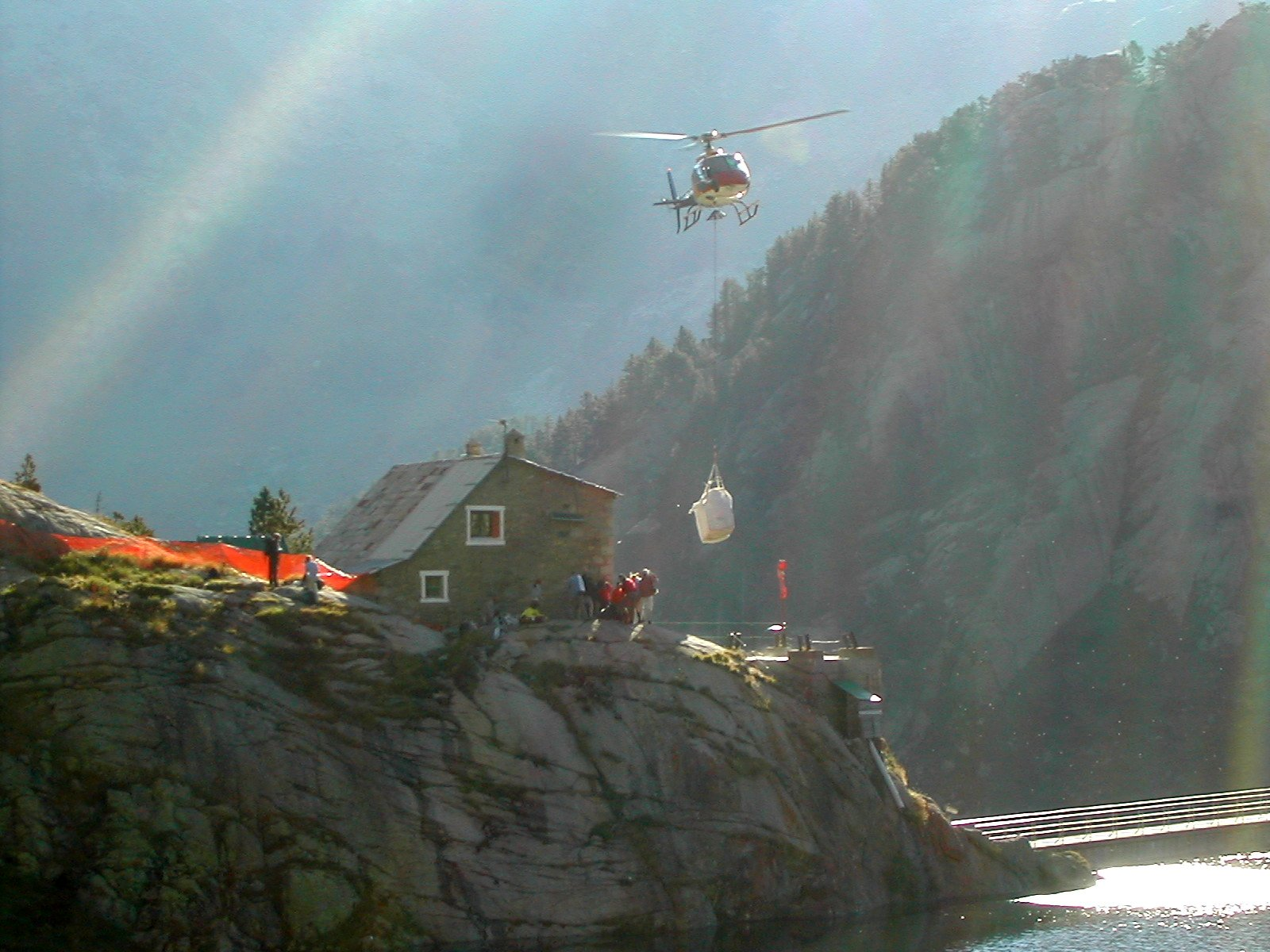
Un helicòpter abasteix l'antic refugi de Colomers. Actualment hi ha un refugi nou

Dintre del límit del parc i la seva zona perifèrica es pot pernoctar en els següents refugis:
- Refugi del Pla de la Font
- Refugi de la Restanca
- Refugi de Colomers
- Refugi de Saboredo
- Refugi d'Amitges
- Refugi Ernest Mallafré
- Refugi Josep Maria Blanc
- Refugi de Ventosa i Calvell
- Refugi d'Estany Llong
- Refugi de Colomina
- Refugi bivac de Besiberri
- Refugi bivac Gerber "Mataró"

### Ramaderia

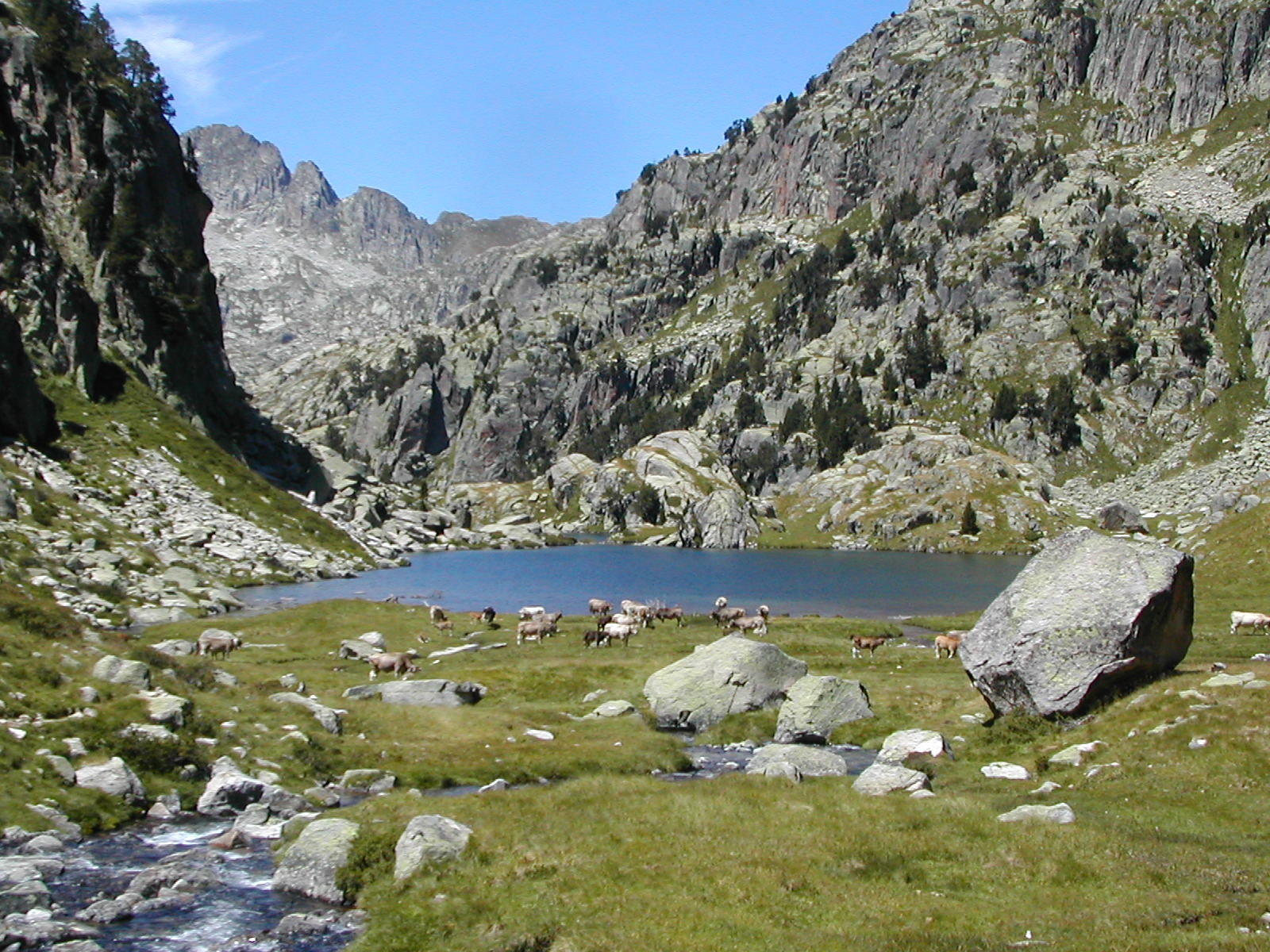
Pastures estiuenques d'alta muntanya

L'ús ramader dels prats d'alta muntanya que avui pertanyen al Parc es remunta a molts segles enrere, quan era l'activitat econòmica principal d'aquestes contrades. Actualment la ramaderia ha perdut gran part de la seva importància en l'economia local que ha passat a estar basada en el sector dels serveis turístics, tant a l'estiu amb el Parc Nacional com a l'hivern amb les pistes d'esquí. De tota manera, durant l'estiu, els ramaders locals encara deixen els seus animals a la muntanya perquè pasturin lliurement: Ovelles, cabres, vaques i eugues són les espècies que exploten aquestes pastures d'alta muntanya.
La protecció de l'economia local no és l'única causa que a dins del Parc estiguin permeses les pastures tradicionals. S'ha d'entendre que segles d'explotació ramadera han transformat tan intensament el paisatge, que aquest no es pot entendre ni mantenir sense l'aprofitament de les pastures. La ramaderia extensiva és especialment present a la vall d'Àssua, més amunt del poble de Llessui, on hi ha un centre d'informació i l'Ecomuseu dels Pastors que mostra la importància de la ramaderia ovina en l'economia local.

### Hidroelèctrica

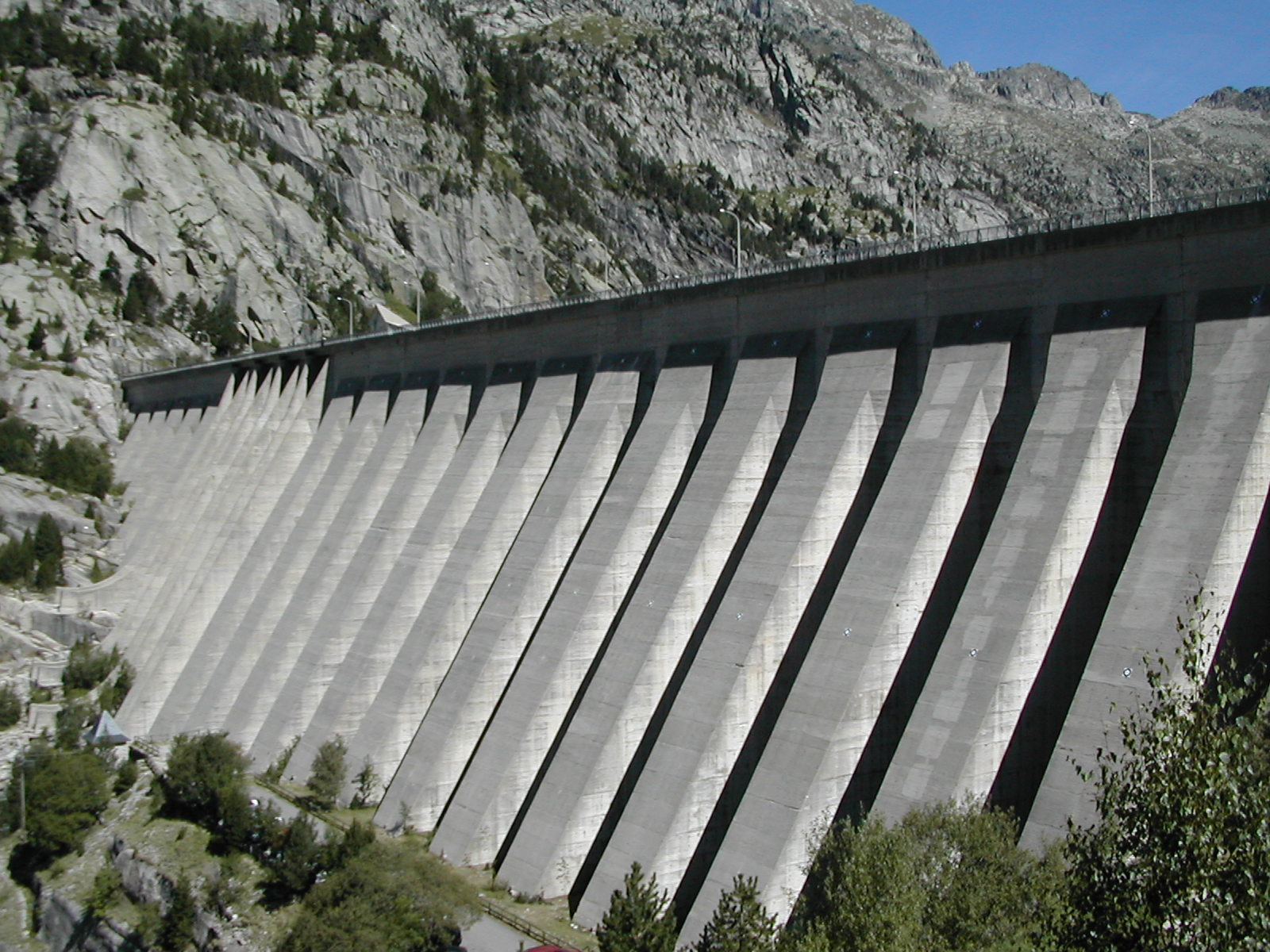
La Presa de Cavallers s'aixeca imponent a la part alta del riu Noguera de Tor

Encara que dins del parc no hi ha cap central hidroelèctrica, es fa ús de les aigües del parc per produir electricitat fora de l'àrea protegida. Amb aquesta finalitat dins del parc hi ha un gran nombre d'estanys represats i grans canalitzacions soterrades.
Les centrals que usen les aigües del parc són:
- Central hidroelèctrica de Sant Maurici a Espot, aprofita les aigües recollides a l'estany de Sant Maurici i la vall de Peguera.
- Central hidroelèctrica de Sallente-Estany Gento a la Torre de Cabdella, aprofita les aigües recollides per una immensa xarxa de canals subterranis construïda a principi del segle xx. Aquesta xarxa de canals s'estén des dels estanys de Cubieso, Mariolo, Tort, Saburó, Mar i molts d'altres més petits. La central de Sallente-Estany Gento és reversible, és a dir, pot bombar l'aigua des de l'estany inferior de Sallente fins al superior d'estany Gento, per a poder absorbir part de la producció elèctrica de les nuclears a les hores vall (quan durant la nit, per exemple, hi ha un excés de producció d'electricitat).
- Central hidroelèctrica de Caldes a la Vall de Boí, aprofita les aigües de la Presa de Cavallers i del riu de Sant Nicolau.